# Aigues-Vives (Ariège)
Aigues-Vives è un comune francese di 570 abitanti situato nel dipartimento dell'Ariège nella regione dell'Occitania.

## Società

### Evoluzione demografica
Abitanti censiti